# 34089 Smoter
34089 Smoter este o planetă minoră (asteroid), cu un diametru de 3,096 km, din centura de asteroizi. A fost descoperită pe 2 august 2000 la Experimental Test Site⁠(d) de Lincoln Near-Earth Asteroid Research. 
Obiectul prezintă o orbită caracterizată de o semiaxă mare de 2,5318734 UAi, o excentricitate de 0,1, o înclinație de 2,31081 ° în raport cu ecliptica.